# Hendrik van Deventer

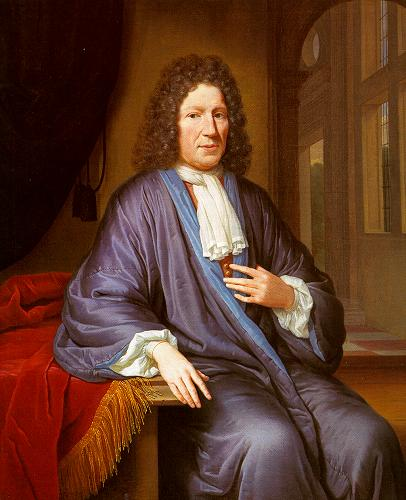
Hendrik van Deventer.

Hendrik van Deventer, född 1651, död 1724, var en nederländsk läkare.
Han var ursprungligen guldsmedslärling, men begav sig 1670 till Tyskland, där han lärde sig där kirurgi och obstetrik och praktiserade sedan i Friesland, från 1675 i kirurgi, från 1679 också i obstetrik. Han var anhängare av Jean de Labadie i Wiewerd. Kristian V av Danmark konsulterade honom. Han promoverades 1694 till medicine doktor i Groningen, erhöll 1695 rättighet att utöva läkaryrket i Haag och ägnade sig därefter huvudsakligen åt ortopedi och obstetrik.
I egenskap av ortoped åtnjöt han ett mycket stort anseende både inom och utom Nederländerna och räknas såsom den vetenskapliga ortopedins grundläggare - åtminstone vad hemlandet beträffar. Han var obestridligen sin tids mest framstående och mest vetenskapligt bildade obstetriker; särskilt kan nämnas hans forskning om "förträngda bäcken". Hans viktigaste obstetriska verk är Manuale operatiën of nieuw ligt voor vroedmeesters, vroed vrouwen (1701; Operationes chirurgicæ novum lumen exhibentes obstetricantibus, två band 1701-24).